# 獨立鎮區 (密蘇里州斯凱勒縣)
獨立鎮區（英語：Independence Township）是位於美國密蘇里州斯凱勒縣的一個行政鎮區。

## 地方資料
獨立鎮區的面積為145.54平方千米，當中陸地面積為145.30平方千米，而水域面積為0.24平方千米。根據2020年美國人口普查的數據，當地共有人口319人，而人口密度為每平方千米2.19人。